# 尾宽腹蛛
尾宽腹蛛（学名：Theridula caudata）为球蛛科宽腹蛛属的动物。分布于台湾岛等地。该物种的模式产地在台湾。